# 엘리 브로드
엘리 브로드(Eli Broad, 1933년 6월 6일 ~ 2021년 4월 30일)는 미국 미시간주 디트로이트 출신의 자선 사업가로, 억만장자이다. 로스앤젤레스에 거주하던 중 사망하였다.
브로드는 부인과 함께 2008년 9월 4일 하버드 대학교와 매사추세츠 공과대학교가 공동설립한 생물의학연구소인 브로드 연구소에 4억 달러를 기증하였다. 미술품 수집가이기도 한 브로드는 금과 미 국채, 피카소 작품 중 피카소를 최고 투자처로 선택하기도 했다.

## 생애
브로드는 리투아니아계 유대인으로서 이민 온 부모에게서 브롱크스에서 태어났다. 당시 아버지는 도장공이었고, 어머니는 양재사였다. 가족은 브로드가 6살 때 디트로이트로 이사하였다. 디트로이트에서 브로드의 아버지는 파이브 앤드 다임 스토어에서 일했고 어머니는 여전히 양재사로 일했다. 브로드는 디트로이트 공립 학교를 다녔다. 1951년 그는 디트로이트 센트럴 고등학교를 졸업했다. 그 뒤 1954년 미시간 주립 대학교에서 경제학을 전공하였다. 같은 해 당시 21세의 브로드는 18세의 이디스 로슨(Edythe "Edye" Lawson)과 결혼하였다. 브로드는 공인회계사(CPA) 자격을 획득하였다.

## 같이 보기
- 엘리 앤드 에디스 브로드 미술관